# Schneider 75 mm M Mle 1919
Il Canon de 75 mm M (montagne) Mle 1919 Schneider era un cannone da montagna francese, impiegato durante la guerra del Chaco e la seconda guerra mondiale.

## Storia
Il Mle 1919 venne sviluppato come sostituto del 65 mm M Mle 1906, ma non entrò in servizio prima della fine della Grande Guerra. Contestualmente venne prodotto il Schneider 105 mm M Mle. 1919, suo naturale complemento. Venne adottato, oltre che dalla Francia, dal Brasile e dal Paraguay. Quest'ultimo paese lo utilizzò nella guerra del Chaco.
L'esercito greco lo impiegò nella guerra italo-greca nel 1940-1941. Esso era in dotazione all'artiglieria divisionale: ad ogni divisione di fanteria era assegnato un reggimento di artiglieria dotato di 16 Mle 1919 da 75 mm e 8 Schneider 105 mm M Mle. 1919.
L'arma era in servizio anche nel Regno di Jugoslavia. Quando la Germania nazista invase i due paesi e la Francia, i cannoni in servizio vennero incorporati come preda bellica dalla Wehrmacht con i nomi rispettivamente di 7,5 cm GebK 283(j), 7,5 cm GebK M.19(p) e 7,5 cm GebK 237(f).
Dopo l'invasione della Jugoslavia, anche il Regio Esercito italiano venne in possesso di 179 Mle 1919. Ridenominato Cannone da 75/17, venne impiegato come artiglieria da posizione per le divisioni costiere.

## Tecnica
Il Mle 1919 era un cannone da montagna, a traino animale o scomponibile in 7 carichi per il someggio in montagna. La canna e la culla con freno di sparo era incavalcata su un affusto a due ruote a 12 razze di legno, con coda unica (scomponibile in due sezioni) e vomero. L'affusto era munito di scudatura con una feritoia di tiro.